# Persfotograaf

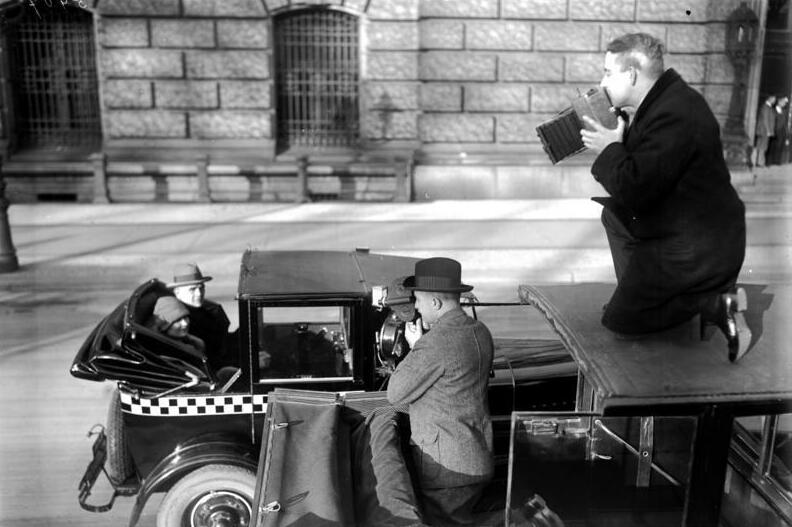
Historische foto met persfotografen

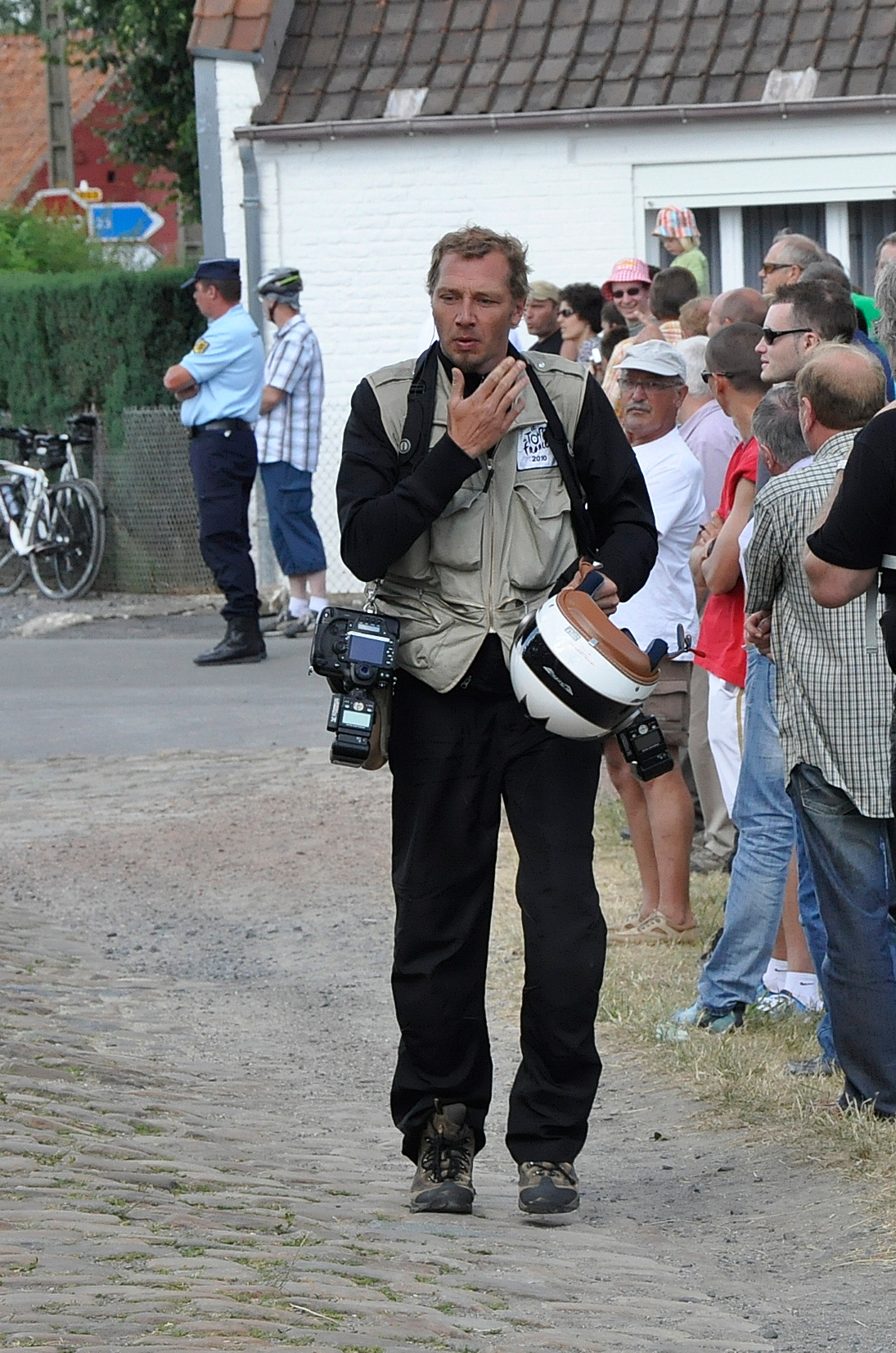
Een persfotograaf tijdens de Ronde van Frankrijk 2010

Een persfotograaf of fotojournalist is iemand die persfotografie bedrijft: het maken van foto's van bijvoorbeeld nieuwsonderwerpen, ter publicatie in kranten en tijdschriften.
Verkeersongevallen, branden en ander werk van de hulpdiensten zijn onderwerpen die een persfotograaf zou kunnen fotograferen.
Bekende persfotografen zijn onder anderen:
- Abbas
- Robert Capa
- Kadir van Lohuizen
- Ben van Meerendonk
- Vincent Mentzel
- Marcel Molle
- Dith Pran
- Sem Presser
- Germaine Van Parys
- Filip Tas
- Paul Van den Abeele